# غوستاف إيبرهارد
غوستاف إي. إيبرهارد (10 آب، 1867- 3 كانون الثاني، 1940) ؛ هو عالم فيزياء فلكية ألماني.
نشر إيبرهارد العديد من الأبحاث في التحليل الطيفي والتصوير و التخطيط الفوتوغرافي.
سمي تأثير إيبرهارد الفوتوغرافي (المنتمي لعائلة تأثيرات الحافة) على اسمه، وتم نشره في عام 1926.